# Prêmio Quem de Melhor Autor de Televisão
O Prêmio Quem de melhor autor de televisão é um dos prêmios oferecidos durante a realização do Prêmio Quem de Televisão realizado pela Revista Quem, destinado ao melhor autor da televisão brasileira.

## Vencedores e indicados
| Ano  | Vencedor                                               | Indicados |
| ---- | ------------------------------------------------------ | --- |
| 2007 | Gilberto Braga e Ricardo Linhares - (Paraíso Tropical) | — |
| 2008 | João Emanuel Carneiro - (A Favorita)                   | — |
| 2009 | Manoel Carlos - (Maysa: Quando Fala o Coração)         | - Glória Perez - (Caminho das Índias) - Miguel Falabella - (Negócio da China) - Rafael Gomes e Esmir Filho - (Tudo o que É Sólido Pode Derreter) - Lícia Manzo - (Tudo Novo de Novo) - Jorge Furtado - (Decamerão - A Comédia do Sexo)                                                                            |
| 2010 | Silvio de Abreu - (Passione)                           | - Elizabeth Jhin - (Escrito nas Estrelas) - Manoel Carlos - (Viver a Vida) - Maria Adelaide Amaral - (Ti Ti Ti) - João Emanuel Carneiro e Marcos Bernstein - (A Cura) |
| 2011 | Duca Rachid e Thelma Guedes - (Cordel Encantado)       | - Aguinaldo Silva - (Fina Estampa) - Gilberto Braga e Ricardo Linhares - (Insensato Coração) - Walcyr Carrasco - (Morde & Assopra) - Lícia Manzo - (A Vida da Gente) - Alcides Nogueira e Geraldo Carneiro - (O Astro)                                                                                            |
| 2012 | João Emanuel Carneiro - (Avenida Brasil)               | - Filipe Miguez e Izabel de Oliveira - (Cheias de Charme) - Íris Abravanel - (Carrossel) - Lícia Manzo - (A Vida da Gente) - Walcyr Carrasco - (Gabriela) |
| 2013 | Walcyr Carrasco - (Amor à Vida)                        | - Carlos Lombardi - (Pecado Mortal) - Cláudio Paiva - (Tapas & Beijos) - Maria Adelaide Amaral e Vincent Villari - (Sangue Bom) - Miguel Falabella - (Pé na Cova) - Ricardo Linhares - (Saramandaia) - Thelma Guedes e Duca Rachid - (Joia Rara) - Walther Negrão - (Flor do Caribe)                              |
| 2014 | Benedito Ruy Barbosa - (Meu Pedacinho de Chão)         | - Aguinaldo Silva - (Império) - Carlos Lombardi - (Pecado Mortal) - Filipe Miguez e Izabel de Oliveira - (Geração Brasil) - Sergio Goldenberg e George Moura - (O Rebu) - Gloria Perez - (Dupla Identidade) - Jorge Furtado - (Doce de Mãe) - Miguel Falabella - (Pé na Cova)                                     |
| 2015 | Elizabeth Jhin - (Além do Tempo)                       | - Alcides Nogueira e Mário Teixeira - (I Love Paraisópolis) - Cláudio Paiva - (Tapas & Beijos) - Emanuel Jacobina - (Malhação) - Jorge Furtado - (Mister Brau) - Lícia Manzo - (Sete Vidas) - Miguel Falabella - (Pé na Cova) - Vivian de Oliveira - (Os Dez Mandamentos) - Walcyr Carrasco - (Verdades Secretas) |
| 2016 | Daniel Ortiz - (Haja Coração)                          | - Gustavo Reiz - (Escrava Mãe) - Manuela Dias - (Justiça) - Maria Adelaide Amaral e Vincent Villari - (A Lei do Amor) - Mário Teixeira - (Liberdade, Liberdade) - Walcyr Carrasco - (Êta Mundo Bom!) |